# Ратно ваздухопловство и противваздухопловна одбрана Војске Србије
Ратно ваздухопловство и противваздухопловна одбрана (скраћено РВиПВО) је ваздухопловна оружана формација Републике Србије. У њен састав улазе ваздухопловне и противваздухопловне јединице Војске Србије, подељене на авијацијске базе, ракетне јединице, јединице веза и електронског извиђања и на инжињеријске јединице. У инвентару се налазе ловачки, бомбардерски, транспортни, извиђачки и тренажни авиони, борбени, транспортни и извиђачки хеликоптери, ракетна бригада и трупна противваздухопловна артиљерија.

## Задаци
Основни задаци ваздухопловства и противваздухопловне одбране су:
- борбена дејства, одбрана и контрола ваздушног простора Србије
- одвраћање противника од агресије
- дејства по земаљским циљевима
- извиђање, транспорт и координација са јединицама копнене војске
- извођење неборбених задатака и служби помоћи цивилном становништву услед елементарних непогода и катастрофа
- учествовање у мировним мисијама[2]

## Историја
Историја српског војног ваздухопловства званично почиње 24. децембра 1912. године када је начелник Главног ђенералштаба војвода Радомира Путника доноси решење којим је основана Ваздухопловна команда српске војске, а за њено седиште одређен је Ниш. Овим је Србија ушла у групу првих петнаест земаља у свету које су ваздухоплове увеле у наоружање и створиле војно ваздухопловство, и у првих пет које су га употребљавале у ратним дејствима. До 1920. године било је ангажовано у Балканским ратовима и Првом светском рату, након чега представља окосницу војног ваздухопловства новоформиране државе Краљевине Срба, Хрвата и Словенаца. Од 1920. до 2006. године било је апсорбовано у југословенским ваздухопловним снагама различитих назива.

## РВиПВО данас
Ратно ваздухопловство и противваздухопловна одбрана данас у свом инвентару садржи авионе домаће, совјетске и руске израде. Ловачку авијацију сачињава авион МиГ-29 који такође врши и улогу пресретача. Јуришну ловачко-бомбардерску авијацију сачињавају авиони домаће производње Ј-22 Орао и Г-4 Супер Галеб произведени у бившој СФРЈ. Транспортну авијацију сачињавају авиони Антонов Ан-2 и Антонов Ан-26. Ратно ваздухопловство Војске Србије за обуку пилота користи Г-4 Супер Галеб, Утва 75 и Ласта. Ваздушно извиђање се врши беспилотним летелицама Врабац и CH-92A док се у јединицама копнене војске користе беспилотне летелице типа Орбитер.
Хеликоптерске јединице су састављене од хеликоптера типа Газела, Х-145М, Ми-8Т, Ми-17В5 и Ми-35М.
Противваздухопловна одбрана се састоји од система Панцир-С1, ПАСАРС-16, С-125 Нева, 2К12 КУБ, 9К35 Стрела 10, 9К31М Стрела 1М. Као лаки преносни ракетни системи користе 9К38 Игла, 9К32М Стрела 2М и Мистрал 3.
Наручени су нови ПВО системи и радарски системи.

## Организација
Ратно ваздухопловство и противваздухопловна одбрана Војске Србије је подељено на ваздухопловне бригаде, ракетну бригаду, центар ваздушног осматрања, јављања и навођења (скраћено ВОЈИН), инжињеријске јединице и центар везе.
- Команда РВиПВО - Земун
  -  210. батаљон везе - Београд
  -  333. инжињеријски батаљон - Панчево

204. ваздухопловна бригада - аеродром Батајница (Београд)
- - 101. ловачка авијацијска ескадрила „Витези"
  - 252. школско тренажна авијацијска ескадрила „Курјаци са Ушћа"
  - 138. транспортна авијацијска ескадрила „Роде"
  - 890. мешовита хеликоптерска ескадрила „Пегази"
  - 24. ваздухопловно-технички батаљон
  - 17. батаљон за обезбеђење аеродрома
  - 117. артиљеријско ракетни дивизион противваздухопловне одбране[4]

98. ваздухопловна бригада - аеродром Лађевци (Краљево) и Константин Велики (Ниш)
- - 241. ловачко-бомбардерска авијацијска ескадрила „Тигрови"
  - 714. противоклопна хеликоптерска ескадрила „Сенке"
  - 119. мешовита хеликоптерска ескадрила „Змајеви"
  - 353. извиђачка ескадрила
  - 98. ваздухопловно-технички батаљон
  - 98. батаљон за обезбеђење аеродрома
  - 161. батаљон за обезбеђење аеродрома
  - 98. артиљеријско ракетни дивизион противваздухопловне одбране[5]

250. ракетна бригада ПВО - касарна Бањица
- - Командна батерија
  - Први ракетни дивизион противваздухопловне одбране
  - Други ракетни дивизион противваздухопловне одбране
  - Трећи ракетни дивизион противваздухопловне одбране
  - 230. самоходни ракетни дивизион противваздухопловне одбране
  - 240. самоходни ракетни дивизион противваздухопловне одбране
  - 310. самоходни ракетни дивизион противваздухопловне одбране[6]

126. бригада ваздушног осматрања јављања и навођења  - штаб у Београду
- - Командна чета
  - 20. батаљон ВОЈИН
  - 31. батаљон ВОЈИН
  - батаљон за ваздухопловно-техничко и техничко одржавање и снабдевање[7]

## Војни аеродроми
- - Аеродром Батајница (Београд)
  - Аеродром Лађевци (Краљево)
  - Аеродром Константин Велики (Ниш)
  - Аеродром Поникве (Ужице)
  - Аеродром Ковин- Користи се за тактичке вежбе[8]
  - Аеродром Сјеница- Чека на обнову.[9]
  - Аеродром Сомбор[10]

## Наоружање и војна опрема
Српско ратно ваздухопловство је тренутно у великом процесу модернизације.
| Ваздухоплов         | Слика       | Порекло                   | Тип                                                                                                   | Варијанта                                                  | Бројност  | Коментар |
| МиГ-29              |             | Совјетски Савез · Русија  | Ловац Наставни ловац                                                                                  | МиГ-29А(9.12А) МиГ-29Б(9.12Б) МиГ-29С(9.13) МиГ-29УБ(9.51) | 1 3+1 7 3 | Авиони су првобитно набављени за потребе РВ ЈНА током 1987.године, СФРЈ је тада била прва држава у Европи после СССР која их је користила. Свих 16 авионa је после распада СФРЈ у остало у Србији. Током НАТО агресије 1999. године користило их је РВиПВО Војске Југославије. Агресор је уништио 11 авиона. Осталих 5 авиона остало је у служби, а након распада СЦГ наследило их је РВиПВО ВС. Један авион Миг 29 срушио се током припрема за аеромитинг 2009. године. Ремонт авиона МиГ-29 рађен је у периоду 2008–2010. У 2017. год. стигло 6 авиона из Руске Федерације. По модернизацији моћи ће да остану у наоружању наредних 14 година. 2021. године испоручена 4 авиона из Белорусије. Сви су модернизовани на ниво СМ+. Потврђено да је бар један авион 9.12Б испоручен из Мађарске у Србију, авион ће највероватније бити коришћен као донор резервних делова. |
| Ј-22 Орао           |             | Југославија               | Ловац-бомбардер Наставни Ловац-бомбардер Извиђачки Ловац-бомбардер Извиђачки наставни Ловац-бомбардер | Ј-22 НЈ-22 ИЈ-22 ИНЈ-22                                    | 9 7 8 2   | У току процес модернизације на ниво Орао М1А. Тренутно оперативно најмање 10 летелица. |
| Г-4 Супер Галеб     |             | Југославија               | Школско-борбени авион Тегљач мета                                                                     | Г-4 Г-4Т                                                   | 19 1      | Планирана замена новим авионима. |
| Г-2 Галеб           |             | Југославија               | Школско-борбени авион                                                                                 | Г-2                                                        | 1         | Једини преостали Г-2 Галеб се налази у саставу Техничког опитног центра (ТОЦ) Војске Србије. |
| Утва 75             |             | Југославија               | Школски авион                                                                                         | В-53                                                       | 2+(14)    | Од 16 авиона у оперативној употреби само две Утве 75. Сви произведени у периоду од 1980 до 1985 године. Планира се замена авионима Ласта. |
| Ласта               |             | Србија                    | Школски авион Прототип                                                                                | В-54 В-54П                                                 | 14 2      | Два прототипа у саставу Центра за летна испитивања Техничко-опитног Центра Војске Србије. |
| Пајпер ПА-34 Сенека |             | Сједињене Америчке Државе | Картографија                                                                                          | PA-34-220Т Seneca V                                        | 1         | Авион који је купљен нов, произведен 2011. У служби од Јануара 2012. године. |
| Ц-295               |             | Шпанија                   | Транспортни авион                                                                                     | CASA C-295                                                 | 2         | Испоручени нови 2023. године. |
| Ан-26               |             | Совјетски Савез           | Транспортни авион                                                                                     | Ан-26                                                      | 1+(1)     | Један ремонтован 2017. године у Русији, чиме му је продужен животни век још 10 година. Један у резерви. |
| Ми-8                |             | Совјетски Савез           | Транспортни хеликоптер                                                                                | Ми-8Т                                                      | 2+(4)     | Од 6 хеликоптера у оперативној употреби су само два Ми-8. Сви су произведени 1981. године. Планира се замена новим хеликоптерима Ми-17 . |
| Ми-17               |             | Совјетски Савез           | Транспортни хеликоптер                                                                                | Ми-17                                                      | 1         | Наслеђен од ЈСО, произведен 1989. године, био је ремонтован 2010, а престао је да лети након истека ресурса 2017. године. |
| Ми-17               |             | Русија                    | Транспортни хеликоптер                                                                                | Mи-17В-5                                                   | 5 (+3)    | 2016. године испоручена 2 хеликоптера. 2019. године испоручена 3 хеликоптера . 2021. године наручена још 3 . |
| Ми-35               |             | Русија                    | Јуришни хеликоптер                                                                                    | Ми-35M Ми-35П                                              | 4 (+4) 11 | 4 Ми-35М испоручена из Русије 2019. године. Још 4 МИ-35М наручена су 2021. године. У новембру 2023. године испоручено је 11 МИ-35П. |
| Х145M               |             | Немачка                   | Вишенаменски хеликоптер                                                                               | Х145М                                                      | 5 (+10)   | Сви хеликоптери испоручени током 2019. године. Наручено је још 10 хеликоптера. Први од 10 наручених хеликоптера испоручен крајем 2023. Испорука преосталих најављена је у току 2024. године. |
| Соко Газела         |             | Југославија Француска     | Основни хеликоптер Извиђачки хеликоптер Борбени хеликоптер Противоклопни хеликоптер                   | ХО-42/45 ХИ-42 Хера ХН-42М Гама ХН-45М Гама                | 8 7 22 9  | Војска Србије планира ремонт и модернизацију Газела у ВЗ "Мома Станојловић"- Батајница у сарадњи са Ербасом. |
| Пегаз               |             | Србија                    | Извиђачко-борбена беспилотна летелица                                                                 |                                                            | 0 (+12)   | Најављена испорука 12 летелица.. Прве летелице су усвојене у наоружање 2023. године. |
| CH-95               |             | Кина                      | Извиђачко-борбена беспилотна летелица                                                                 |                                                            | 3?        | Испоруке започете почетком 2023. године.. |
| CH-92А              |             | Кина                      | Извиђачко-борбена беспилотна летелица                                                                 |                                                            | 6         | Испоручене 2020. године.. |
| Врабац              | БПЛ Врабац  | Србија                    | Извиђачка беспилотна летелица                                                                         |                                                            |           | Летелица је усвојена у наоружање 2020. године. Током 2021. године покренута је серијска производња унапређене варијанте, док је 2022. године представљена БПЛ "Врабац" наоружана са комплетом граната 40мм, са кумулативном бојевом главом и упаљачом за одложено дејство. |
| Орбитер             | БПЛ Орбитер | Израел                    | Извиђачка беспилотна летелица                                                                         |                                                            | 10        | Од 2008. у наоружању Војске Србије. |
| DJI mini 3 pro      |             | Кина                      | Беспилотни дрон квадрикоптер                                                                          |                                                            | ?         | [ 26 ] |
| DJI Matrice 350 RTK |             | Кина                      | Беспилотни дрон квадрикоптер                                                                          |                                                            | ?         | Летелица је у службу Војске Србије уведена под ознаком ИВД-23. |

Ваздухоплови РВиПВО Војске Србије користе наоружање совјетског, америчког, европског и домаћег порекла. Ракете совјетског порекла су у највећем броју типа ваздух-ваздух Вимпел Р-60, Р-27, Р-73, P-74, P-77 као и ракете ваздух-земља типа С-8. Од наоружања америчког порекла најзначајнија је ракета ваздух-земља АГМ-65Б Маверик. Авиони Ј-22 користе и британске БЛ-755 касетне бомбе и француске бомбе за уништавање Полетно-слетних стаза(ПСС) Дурандал.
Током 2023. године Војсци Србије су испоручене вођене ракете 70мм ФЗ-275, које производи француски Талес.

### Противваздухопловна одбрана
Противваздухопловна одбрана Војске Србије представља део РВиПВО који обухвата артиљеријско-ракетне јединице, јединице извиђања и јављања, радарске и јединице за електронско извиђање и против-електронска дејства. Противваздухопловна одбрана је уско повезана са копненом војском и има за циљ одбрану ваздушног простора Србије, откривање и уништавање противничких ваздухопловних снага као и заштиту људства, технике и објеката на земљи. Јединице су распоређене по намени на артиљеријско-ракетне јединице које бране веће територије (градове, стратешка места), артиљеријске јединице које бране аеродроме и војне базе и на трупну ПВО која обухвата лака тегљена и преносна оруђа. У скорије време, пратећи тренд модернизације, трупна ПВО је стављена под контролу копнене војске.
| Возило/Оруђе   | Слика     | Порекло                          | Тип                              | Варијанта      | Бројност               | Коментар                                                                                                  |
| С-125 Нева     |           | Совјетски Савез                  | Ракетни систем ПВО               | М1Т            | 5 батерија             | Модернизовано. 1 батерија у резерви. Следи замена.                                                        |
| 2К12 Куб       |           | Совјетски Савез                  | Ракетни систем ПВО               | Куб-М          | 3 батерије             | Модернизовано. 9. батерија у резерви. Најављена темељнија модернизација на ниво "СМ".                     |
| 9К35 Стрела-10 | Стрела 10 | Совјетски Савез                  | Ракетни систем ПВО               |                | 6                      | Планирана модернизација. Представљене модернизоване и значајно унапређене ракете РЛН-С10.                 |
| 9К31 Стрела 1  |           | Совјетски Савез                  | Ракетни систем ПВО               |                | 18                     | 36 у резерви                                                                                              |
| Панцир С1      |           | Русија                           | Артиљеријско-ракетни систем ПВО  | Панцир С1Е/С1М | 1 батерија +2 батерије | Наручене још 2 батерије модернизоване варијанте Панцир-С1М.                                               |
| ФК-3           | ФК-3      | Кина                             | Артиљеријско-ракетни систем ПВО  | ФК-3           | 4 батерије             | |
| ПАСАРС-16      | ПАСАРС-16 | Србија                           | Артиљеријско-ракетни систем ПВО  | ПАСАРС-16      | 4+ батерије            | [ 29 ] |
| Бофорс 40 Л/70 |           | Шведска                          | Против-авионски топ              | Л/70           |                        | Топ се наводи радарским системом „Жирафа" Планирана интеграција свих Бофорса у мобилни ПВО систем ПАСАРС. |
| Мистрал 3      | Mistral-3 | Француска                        | Лаки преносни ракетни систем     | Мистрал 3 ЕР   | 18 лансера             | Најављене додатне набавке.                                                                                |
| 9К32 Стрела-2М |           | Совјетски Савез · СР Југославија | Лаки преносни ракетни систем ПВО | 9К32 Стрела 2М |                        | |
| 9К38 Игла      |           | Совјетски Савез                  | Лаки преносни ракетни систем ПВО | 9К38 Игла      |                        | Такође ће бити интегрисана и на хибридни ПВО систем ПАСАРС-16                                             |